# Carli Zoeller
Carli Zoeller   (Berlín, 26 de març de 1840 - Londres, 13 de juliol de 1889), fou intèrpret alemany de la viola d'amor, director de banda i compositor.
Al conservatori de Berlín, tingué com a professors Hubert Ries (violí), Wenzel Gärich (harmonia) i Eduard Grell (contrapunt). Va viatjar a Alemanya amb una companyia d'òpera italiana, finalment es va instal·lar a Londres el 1873. El 1879 va convertir-se per oposicions en músic major de la 7a Hussars (pròpia de la reina); el 1884 va ser elegit membre de l'Accademia di S Cecilia, Roma, i el 1885 li va conferir un honor similar a l'Instituto Musical de Florència.
Va compondre:
- l'opereta còmica The Missing Heir;
- el drama líric Mary Stuart of Fotheringay;
- l'escena dramàtica per a soprano i orquestra The Rhine King's Daughter;
- quatre obertures de concert;
- un concert de violí amb orquestra i, diverses cançons.

Però el que va distingir especialment a Zoeller en el terreny musical foren els seus treballs d'investigació vers de la viola d'amor, de la que en fou un incansable propagandista. Va escriure per aquest instrument, que a principis del segle XX fou injustament oblidat per les orquestres, un notable mètode precedit d'una noticia històrica, titulada The viole d'amour, Its Origin and hitory, and Artof playing it.